# Izopásmo

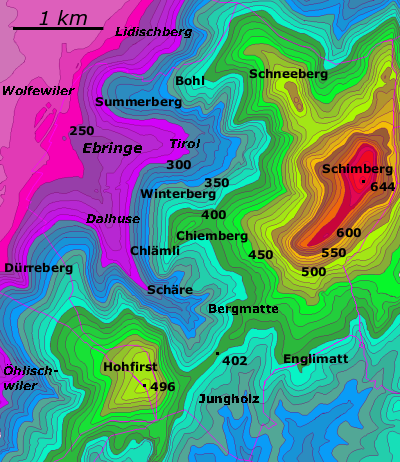
Vrstevnice a izopásma znázorňující nadmořskou výšku povrchu na mapě Schönberského horského masivu
v Německu.

Izopásmo (z řeckého isos (ἴσος – stejně)) je druh plošné mapové značky nebo prvek některých dalších druhů diagramů. Jsou to plochy na mapě nebo v grafu, které spojují místa se stejnými (nebo blízkými, tj. spadajícími do téhož intervalu) hodnotami dané fyzikální, sociometrické nebo jiné veličiny a jsou ohraničeny izoliniemi. Typicky tvoří prstence různých tvarů. Termín izopásmo označuje nejen znázorňující značku, ale též skutečnost, která je tímto způsobem znázorněna.
Jako izopásma se obvykle označuje pouze znázornění spojité veličiny nebo veličiny, která se v závislosti na místě plochy mění ve všech směrech v rámci téže posloupnosti.
Určité hodnotě nebo rozmezí veličiny přísluší určitá barva, barevný odstín, sytost barvy, šrafování nebo jiná struktura atd. Například nadmořská výška v mapě bývá značena sytě hnědými barvami ploch pro výše položená místa zemského povrchu, žlutějšími barvami pro níže položená místa a zelenými barvami pro nížiny. U vodních ploch se různou sytostí modré barvy znázorňuje hloubka (resp. „nadmořská“ výška dna).
Podobně se v demografii, epidemiologii, meteorologii a velkém množství dalších oborů znázorňuje frekvence, hustota nebo intenzita určitých jevů (například hustota osídlení, výskyt nakažených klíšťat, průměrné množství atmosférických srážek atd.).
O izopásmech v podobném významu lze mluvit též v případě prstencových tarifních pásem v centralizovaných integrovaných dopravních systémech, jsou-li odvozována ze vzdálenosti od města, jako je tomu například v Pražské integrované dopravě. Pro rozsáhlejší území se však dnes upřednostňuje spíše zónový tarif.
Izopásma je nutno rozlišovat od izoploch, které jsou obdobou izolinií v třírozměrné soustavě.